# 唐澤茂人
唐澤 茂人（からさわ しげと、1928年（昭和3年）9月20日 - 1995年（平成7年）12月6日）は、日本の政治家。長野県伊那市長。

## 来歴
現在の伊那市出身。上伊那農林学校卒業。東春近村役場職員、伊那市助役から、平成6年（1994年）市長選挙に当選したが、翌年7月、肺がんにより信州大病院で手術を受ける。退院後、自宅で療養しながら公務をこなしていたが、風邪をこじらせて体調を崩し、市議会を欠席。小坂樫男助役を職務代理者に任命し療養に専念していた。12月6日肺がんにより死去。